# Ritratto dell'evangelista

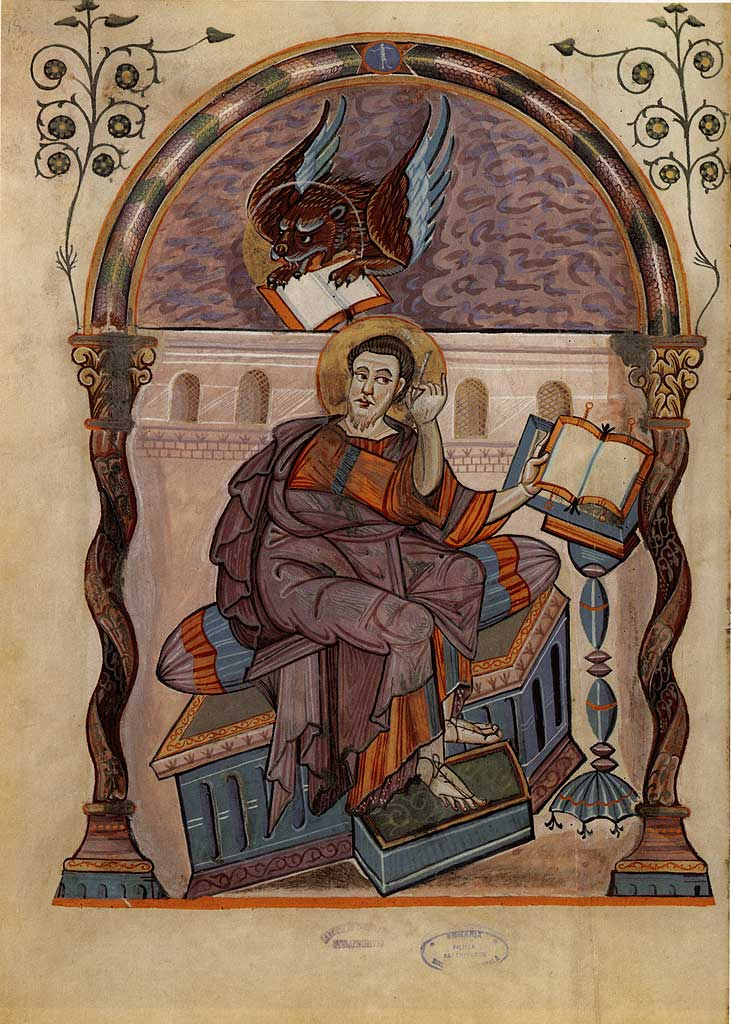
Evangeliario di Lorsch ritratto di Marco con il suo simbolo, intorno all'800

I ritratti degli evangelisti sono un tipo specifico di miniatura inclusa nei manoscritti miniati antichi e medievali, fond. evangeliari, e successivamente nelle Bibbie e in altri libri, così come in altri media. Ogni Vangelo, sia esso di Matteo, Marco, Luca o Giovanni, può essere preceduto da un ritratto dell'Evangelista che di solito occupa una pagina intera e può essere l'unica miniatura figurativa del manoscritto. I loro simboli possono essere mostrati con essi o separatamente. Sono una caratteristica comune nei libri evangelici più grandi dai primi esempi nel VI secolo fino al declino di quel formato per i libri illustrati nell'Alto medioevo, momento in cui le loro convenzioni venivano utilizzate per i ritratti di altri autori.

## Ritratti d'autore
Il ritratto d'evangelista origina dalla tradizione secolare classica del ritratto dell'autore ch'era spesso l'unica illustrazione in un manoscritto classico, utilizzato anche come frontespizio, non diversamente dalla foto dell'autore contemporaneo, solitamente stampata sul retro della copertina o sulla stessa. Sopravvivono pochissimi esempi di ritratti di autori secolari tardoantichi e piuttosto più copie successive. Taluni esemplari attingono anche alle convenzioni del ritratto consolare tardoantico, molto usato per gli Imperatori che erano anche consoli: es. nella Cronografo del 354 o nel Missorio di Teodosio di 30 anni dopo. L'evangelista può tenere in mano un libro ove non scrive ed è di fronte ad un grande trono, circondato da un'elaborata cornice, solitamente a cupola o frontone. Si pensa che queste strutture attingano allo stile delle Scaenae frons o elaborate strutture di proscenio dei teatri romani.

## Simboli degli evangelisti

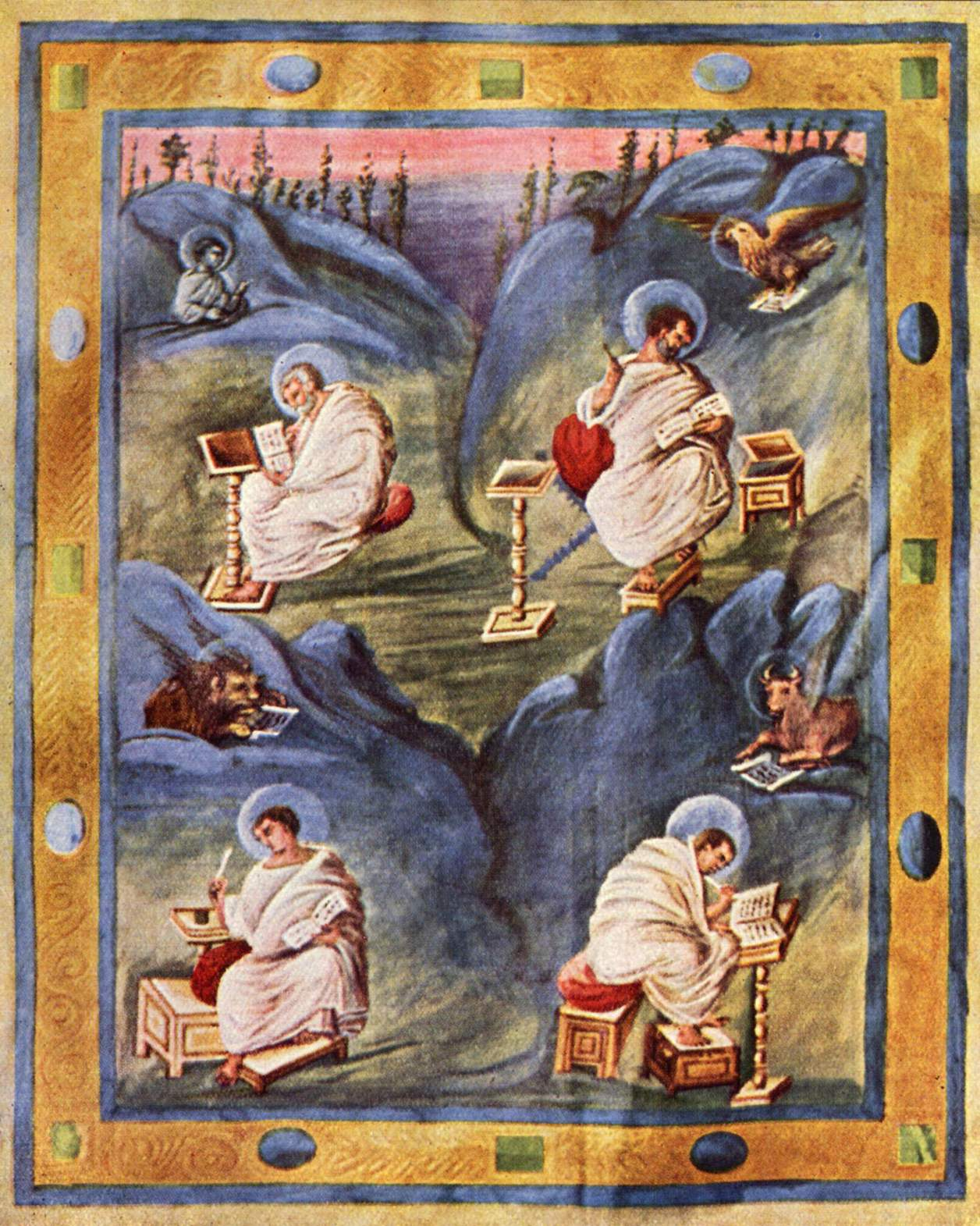
Miniatura carolingia raffigurante gli Evangelisti con i loro simboli - Evangeliario di Aquisgrana, c. 820

I simboli tradizionali degli evangelisti erano spesso inclusi nelle immagini, o specialmente nella tradizione insulare, o con le proprie immagini aggiuntive su una pagina separata, o usati al posto del ritratto di un evangelista. I simboli sono: il Leone di San Marco, l'Aquila di Giovanni, il Bue di San Luca e l'Angelo o Uomo di Matteo. Spesso sono tutti raffigurati con le ali, come nel familiare leone alato utilizzato nello stemma di Venezia, il cui santo patrono era Marco. A volte, come nell'esempio di Lorsch, i simboli vengono mostrati dettando il testo all'evangelista.
I simboli dei quattro evangelisti derivano da una visione nel libro di Ezechiele dell'Antico Testamento di quattro creature viventi in forma di uomini, ma ciascuna con quattro facce:
(Ezechiele 1:10)
La tradizione iconografica cristiana arrivò ad associare l'uomo a san Matteo, il leone a san Marco, il bue a san Luca e l'aquila a san Giovanni.

## Raffigurazioni e altri media
I ritratti di evangelisti tardoantichi mostrano spesso figure in piedi, come nei pannelli in avorio del Trono di Massimiano a Milano, ma dall'arte insulare del VII-X secolo, i ritratti di evangelisti nei manoscritti seguivano quasi sempre da vicino i modelli classici seduti, mostrando gli Evangelisti a figura intera, guardando lo spettatore o scrivendo su un tavolo o una scrivania e visto da un angolo obliquo. Questi derivavano da prototipi classici sconosciuti, simili a quelli del Codex Amiatinus e dei Vangeli di Sant'Agostino, sebbene entrambi questi tipi siano piuttosto diversi dai tipi generali. Di solito viene fornita un'impostazione per la figura. Particolari dei modelli classici, come pergamene e scatolette anacronistiche, e un piccolo scrittoio con un unico supporto a forma di delfino (vedi galleria sotto), sopravvivono fino al medioevo, a volte palesemente fraintesi dagli artisti interessati. Forse a causa delle origini secolari della tipologia, è meno probabile che le aureole vengano indossate rispetto ad altri tipi di immagine. Il livello di dettaglio mostrato nei mobili e negli arredi è insolito per l'arte altomedievale. Un arco alle spalle dell'autore, spesso sormontato da tendaggi, in alcuni esempi vicini ai modelli classici, si trasforma gradualmente in un elemento decorativo di inquadratura dell'intera scena.
I primi libri evangelici avevano spesso una rilegatura o una copertina del tesoro molto elaborata e costosa in metallo, spesso con gioielli e avori. Questi molto spesso presentavano un pannello centrale con Maiestas Domini, spesso includendo gli Evangelisti e/oi loro simboli negli angoli. Versioni della stessa composizione compaiono in tutti i media utilizzati per l'arte religiosa altomedievale, comprese le pitture murali. Il Calice Tassilo è un esempio dell'VIII secolo di pura lavorazione dei metalli con cinque ritratti a medaglione ovale di Cristo e degli Evangelisti (con simboli) intorno alla coppa.

## Varianti insulari e declino

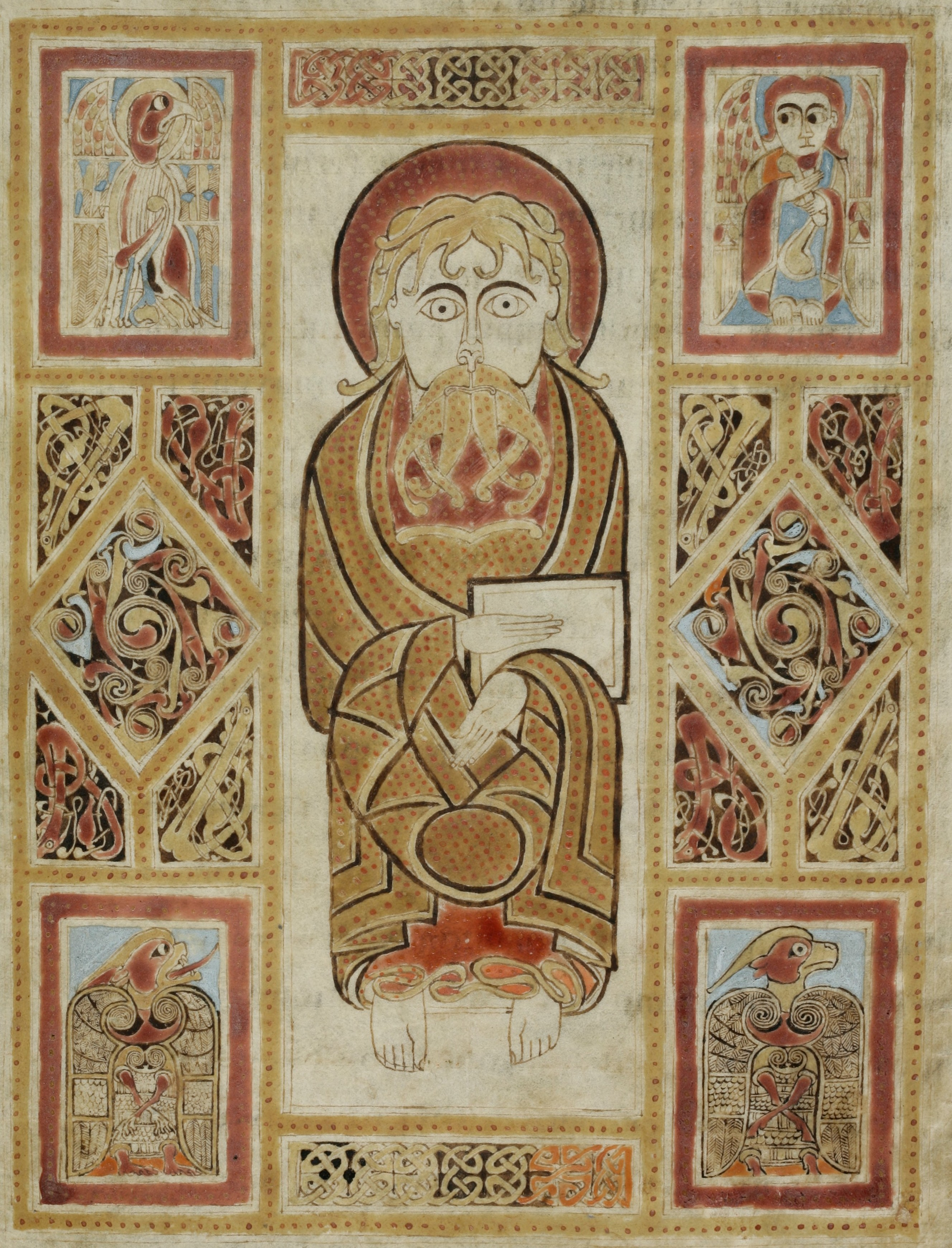
Insulare, VIII secolo, oggi San Gallo. Insolitamente, un unico Evangelista non specificato con tutti e quattro i simboli

I primi artisti del periodo insulare mostrano spesso evangelisti di fronte che sembrano in piedi, sebbene dietro di loro sia disegnata una sedia; la figura umana non era al centro dell'interesse o dell'abilità per questi artisti. Le successive raffigurazioni insulari sembrano mostrare figure senza sedie, che sono in piedi. Tuttavia, la maggior parte dell'Europa ha continuato a utilizzare il modello seduto, solitamente visto di tre quarti in vista e solitamente con un cuscino dietro. A volte tutti e quattro gli evangelisti erano combinati su una pagina, a volte attorno ad una Maiestas Domini. I ritratti in piedi erano usuali, tuttavia, per i dipinti murali e successivi su tavola (e nella composizione dell'Albero di Jesse ) con gli Evangelisti spesso trattati come, e mescolati con, altri santi.
Il libro dei Vangeli come mezzo per manoscritti fortemente illustrati declinò in Occidente a partire dal periodo romanico, e con esso l'uso del ritratto dell'Evangelista. Nel mondo ortodosso orientale, il Libro dei Vangeli è rimasto un obiettivo primario per l'illuminazione, e i ritratti degli evangelisti, derivati dalle versioni bizantine contemporanee, sono ampiamente rappresentati tra le prime miniature delle nuove tradizioni nazionali slave, come i Vangeli di Ostromir dell'XI secolo e i Vangeli di Khitrovo del 1390 circa dal Granducato di Mosca. In Occidente i ritratti continuarono a trovarsi nelle Bibbie, più spesso come l'immagine all'interno di un'iniziale istoriata all'inizio di ogni Vangelo. Anche altri libri a volte li contenevano. Composizioni simili iniziarono ad essere usate per altri santi autori, in particolare per San Girolamo, che è spesso raffigurato in uno studio foderato di libri, spesso con il suo simbolo, un leone, che sonnecchia ai suoi piedi. Allo stesso modo Papa Gregorio I può essere mostrato con una colomba, che rappresenta la sua ispirazione dallo Spirito Santo, che gli sussurra all'orecchio.

## Galleria d'immagini

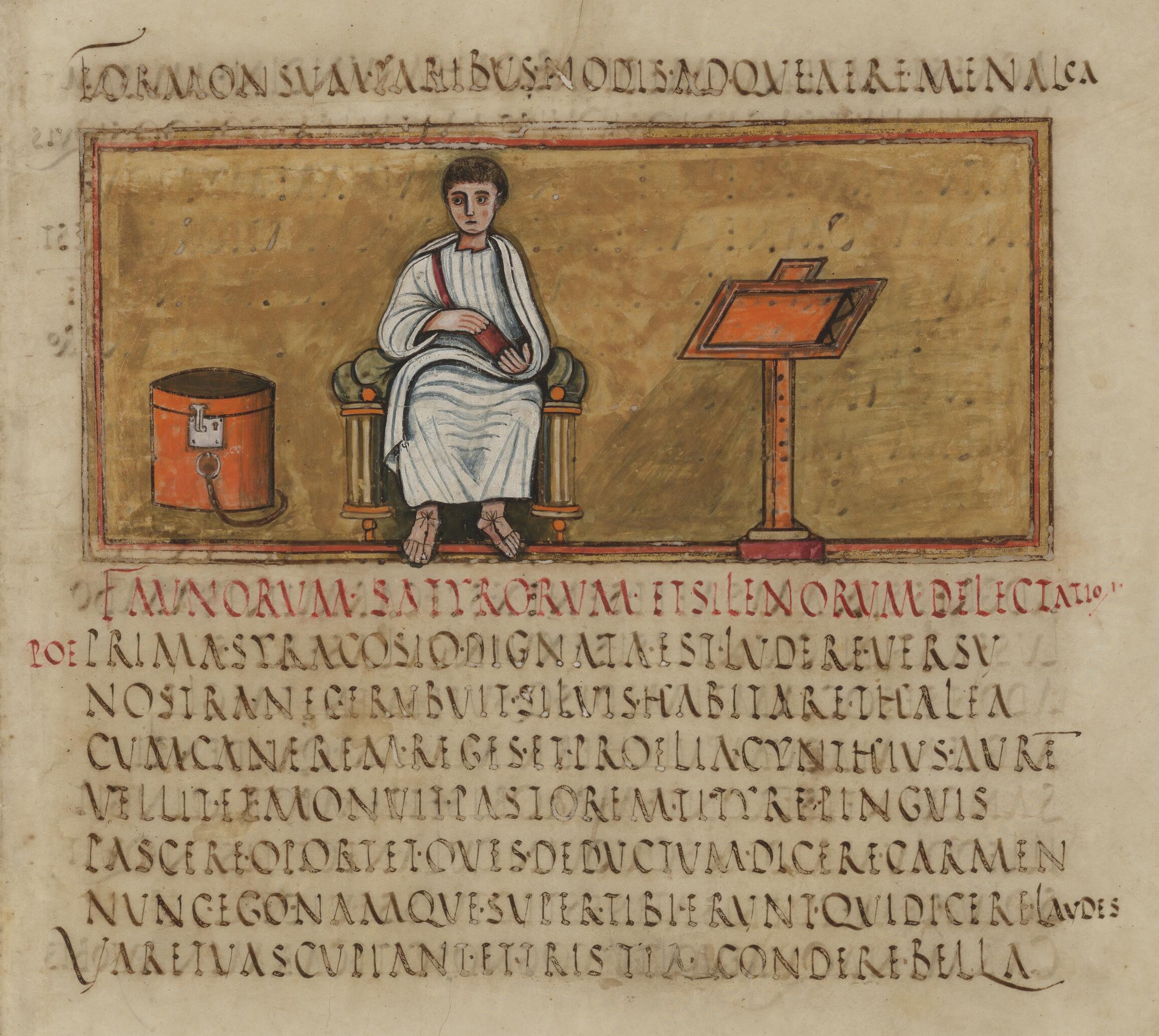
Virgilio dal Virgilio romano, Ritratto di un autore secolare del V secolo nella tradizione classica. Nota la casella di scorrimento, sebbene il libro in cui si trova sia un codice.
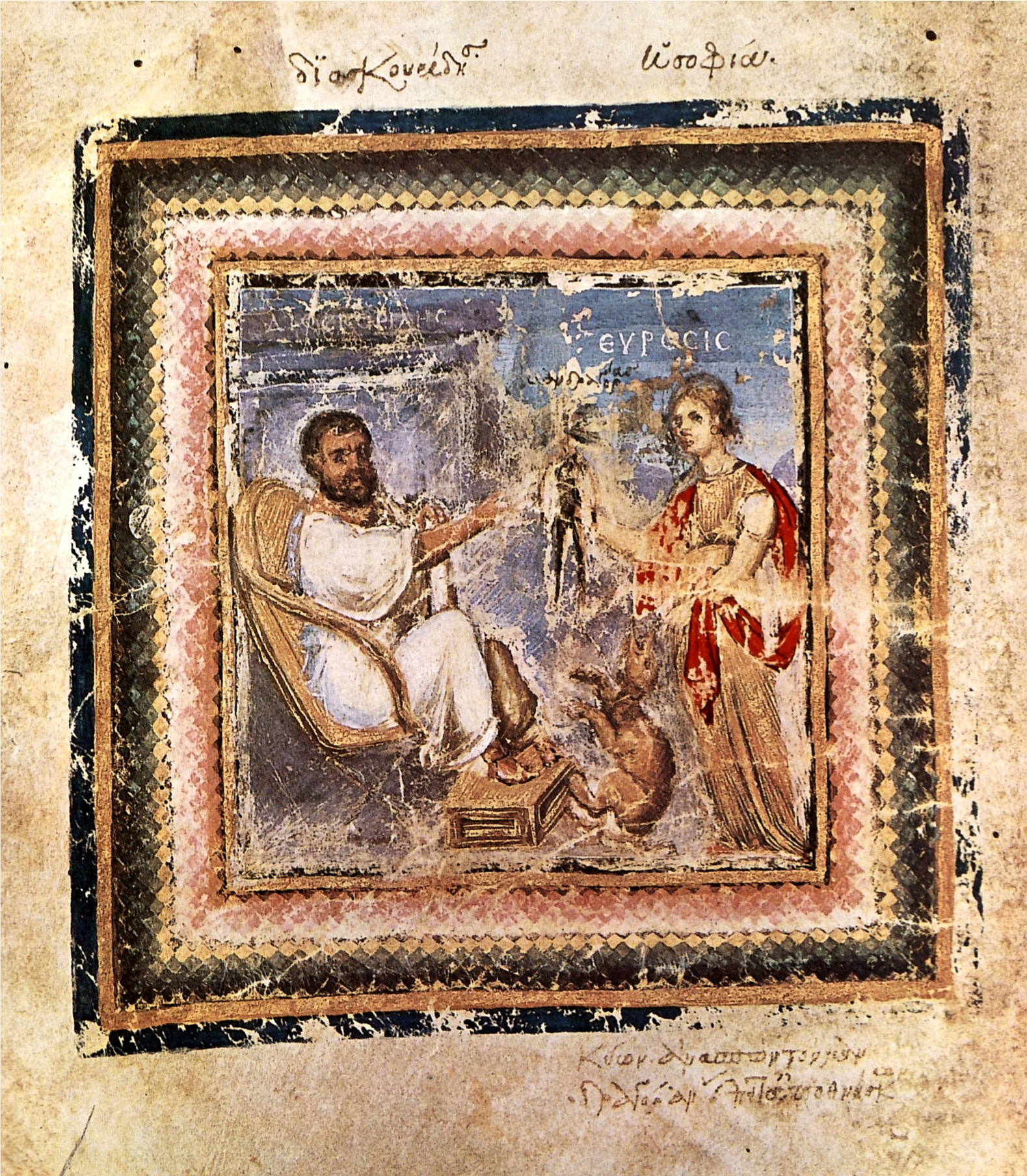
Uno dei tre ritratti d'autore nei Vienna Dioscurides dell'autore medico del I secolo. Sta dipingendo una pianta trattenuta dalla sua personificazione. Bizantino dell'inizio del VI secolo.
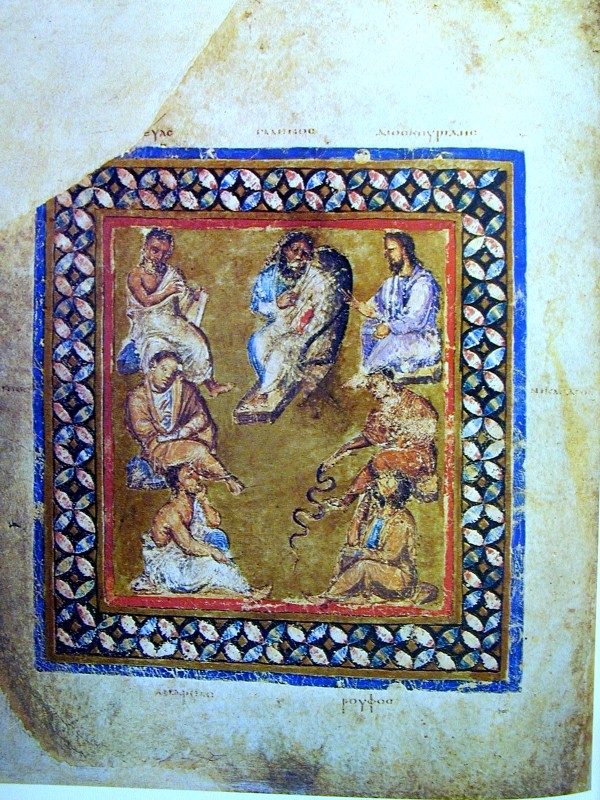
Ritratto dell'autore del gruppo di illustri medici dei Vienna Dioscurides. Presumibilmente raccolti da singoli ritratti nelle loro opere. Solo Galen ha una sedia.
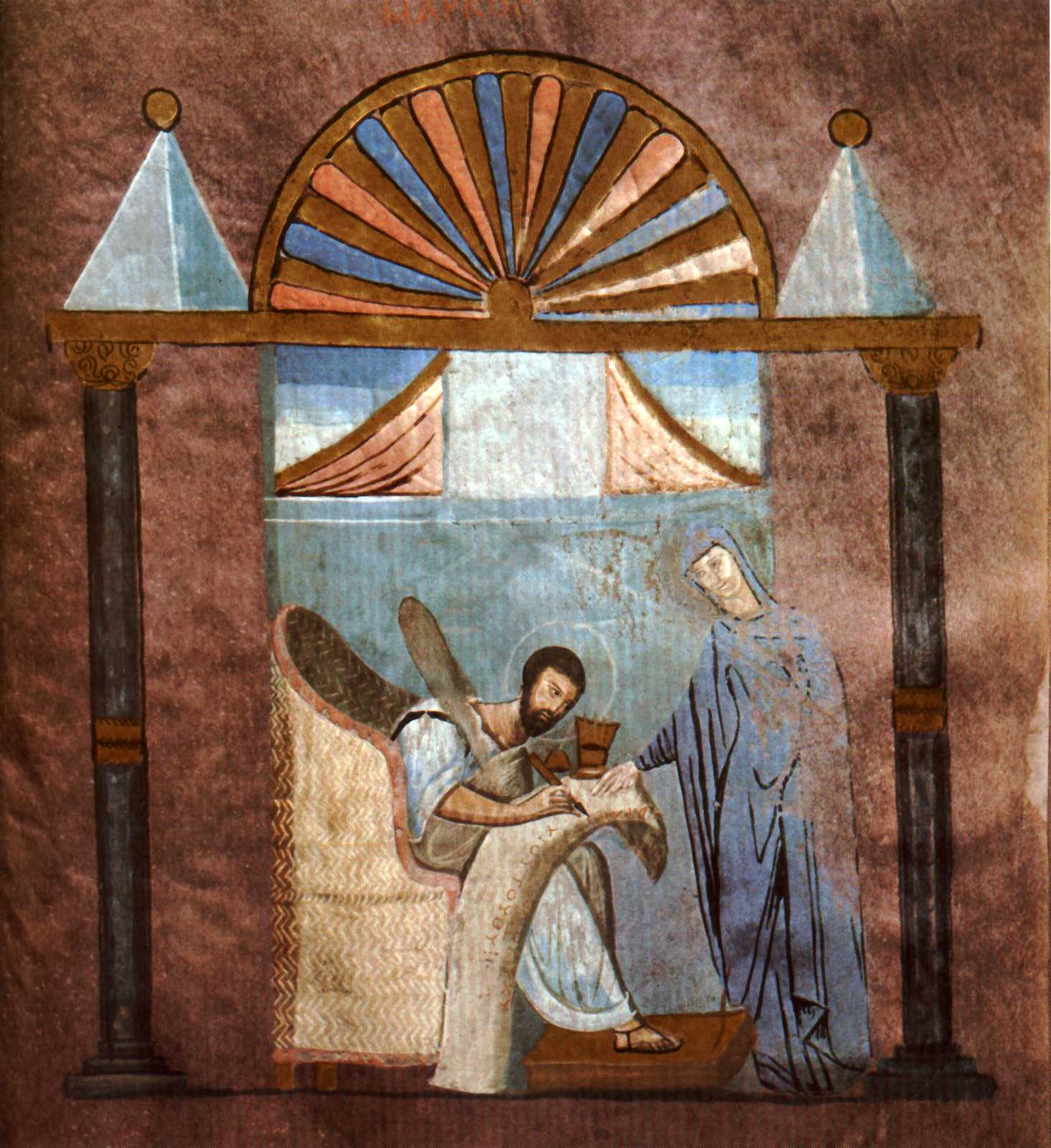
Tra i primissimi ritratti di evangelisti sopravvissuti, nei Vangeli di Rossano, Marco scrive su un cartiglio, VI sec. Scritto sotto il dominio bizantino in Italia (il segno sopra le sue spalle è una macchia).
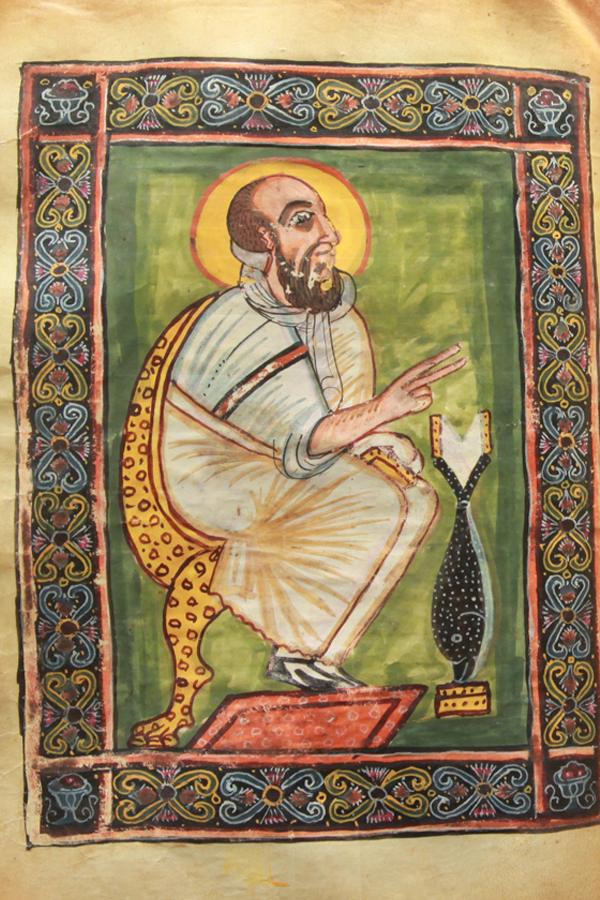
Ritratto dell'evangelista Marco dai Vangeli etiopi di Garima, datato al carbonio al V o all'inizio del VI secolo. Scritto ad Axum, in Etiopia, seguendo i modelli dell'antico Egitto.
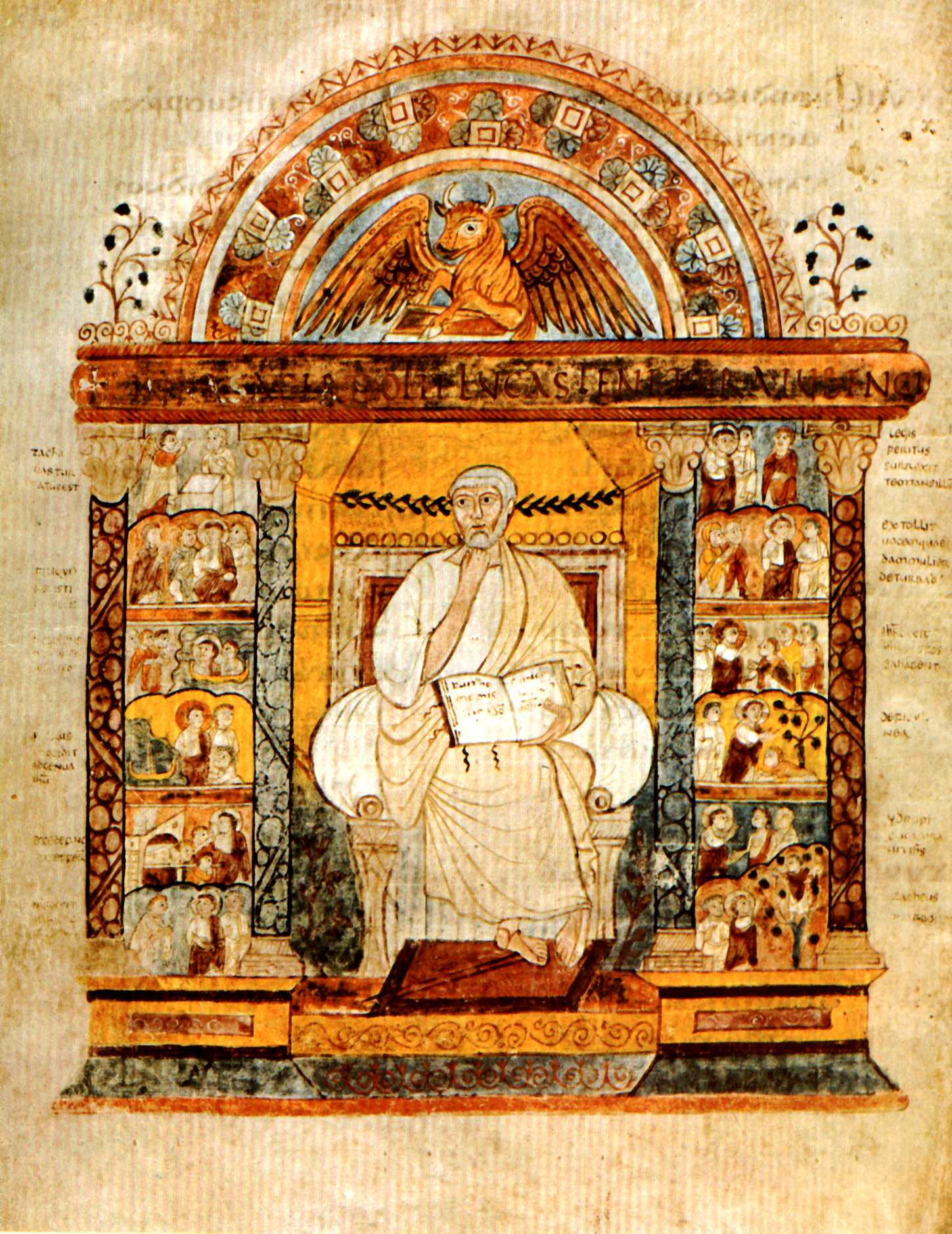
Luca nei Vangeli di Sant'Agostino, VI secolo. Italiano. Seguendo modelli classici più formali, come i ritratti consolari imperiali nella Cronografia del 354.
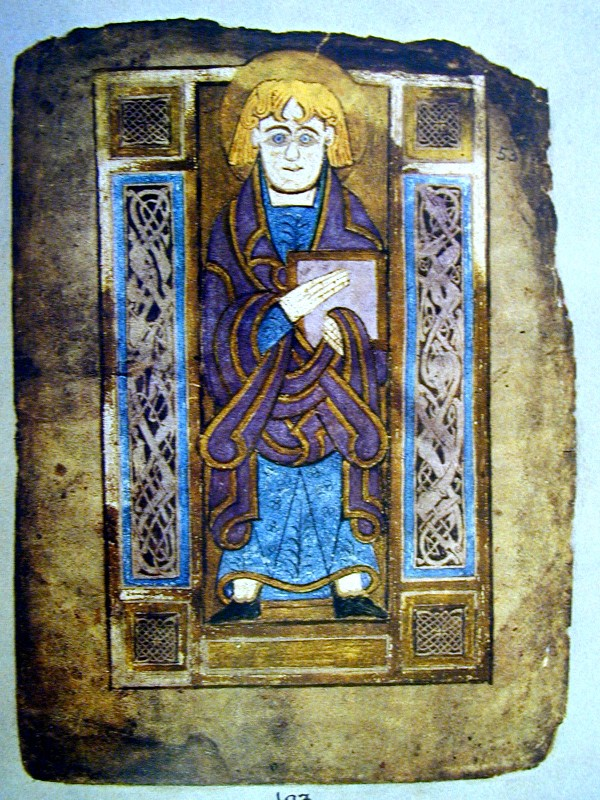
John, Book of Mulling, libri evangelici tascabili insulari della fine dell'VIII secolo, con i ritratti come unica illuminazione a pagina intera.
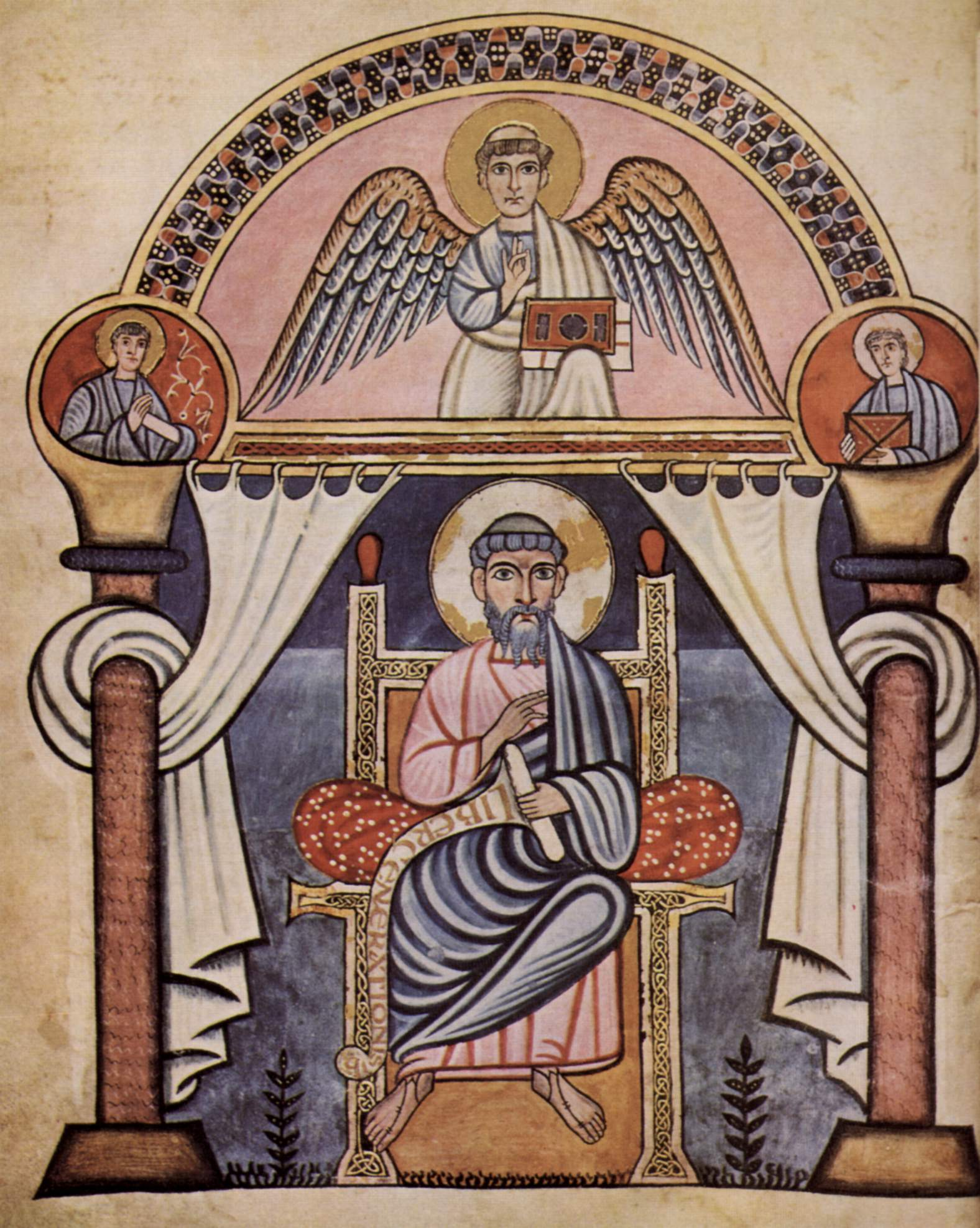
Matteo; Anglosassone dell'VIII secolo, che combina molti dettagli classici, come le tende, con decorazioni intrecciate sulla sedia. Codice Aureo di Stoccolma
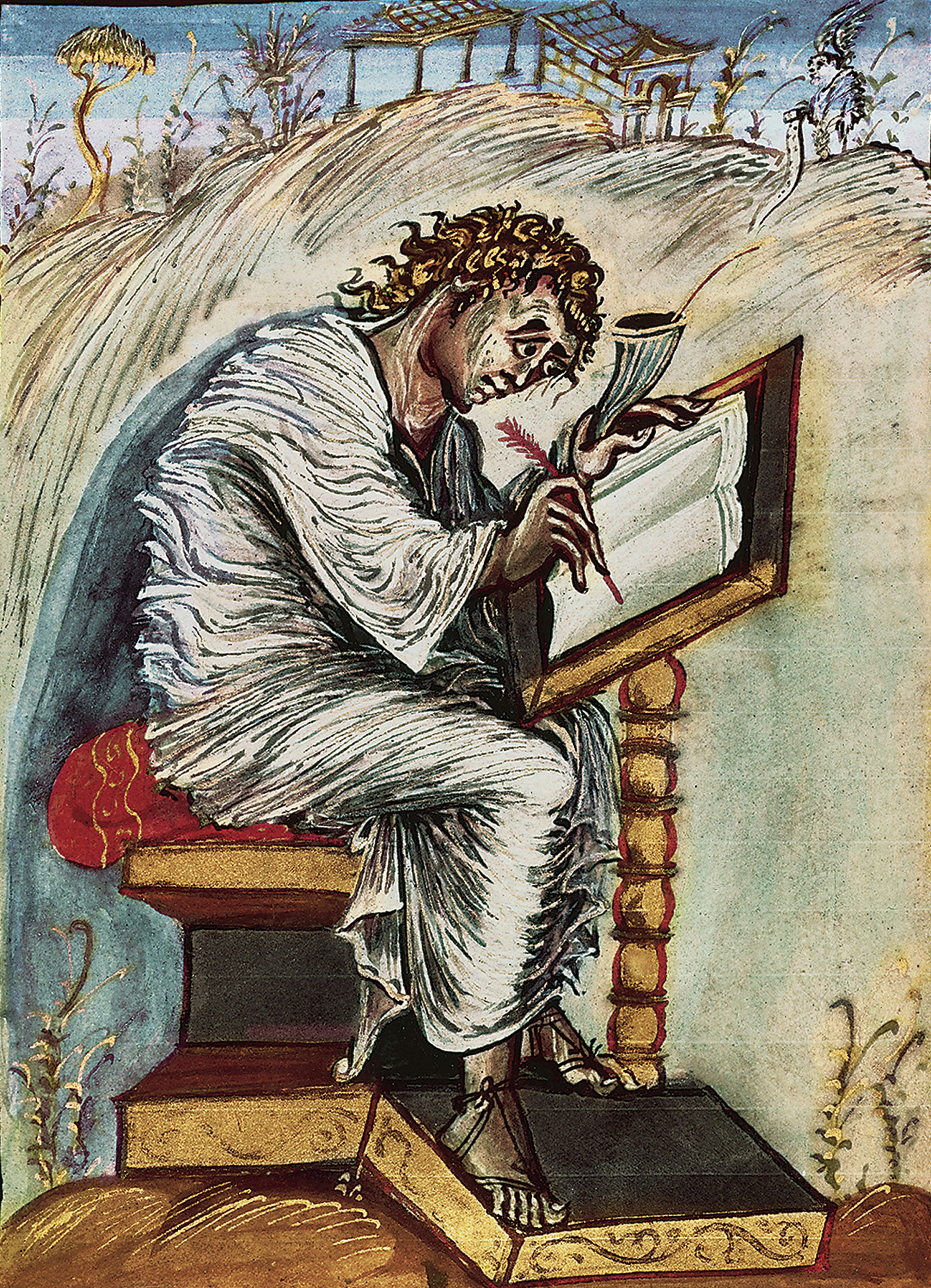
Ebbo Vangeli, IX secolo, Matteo
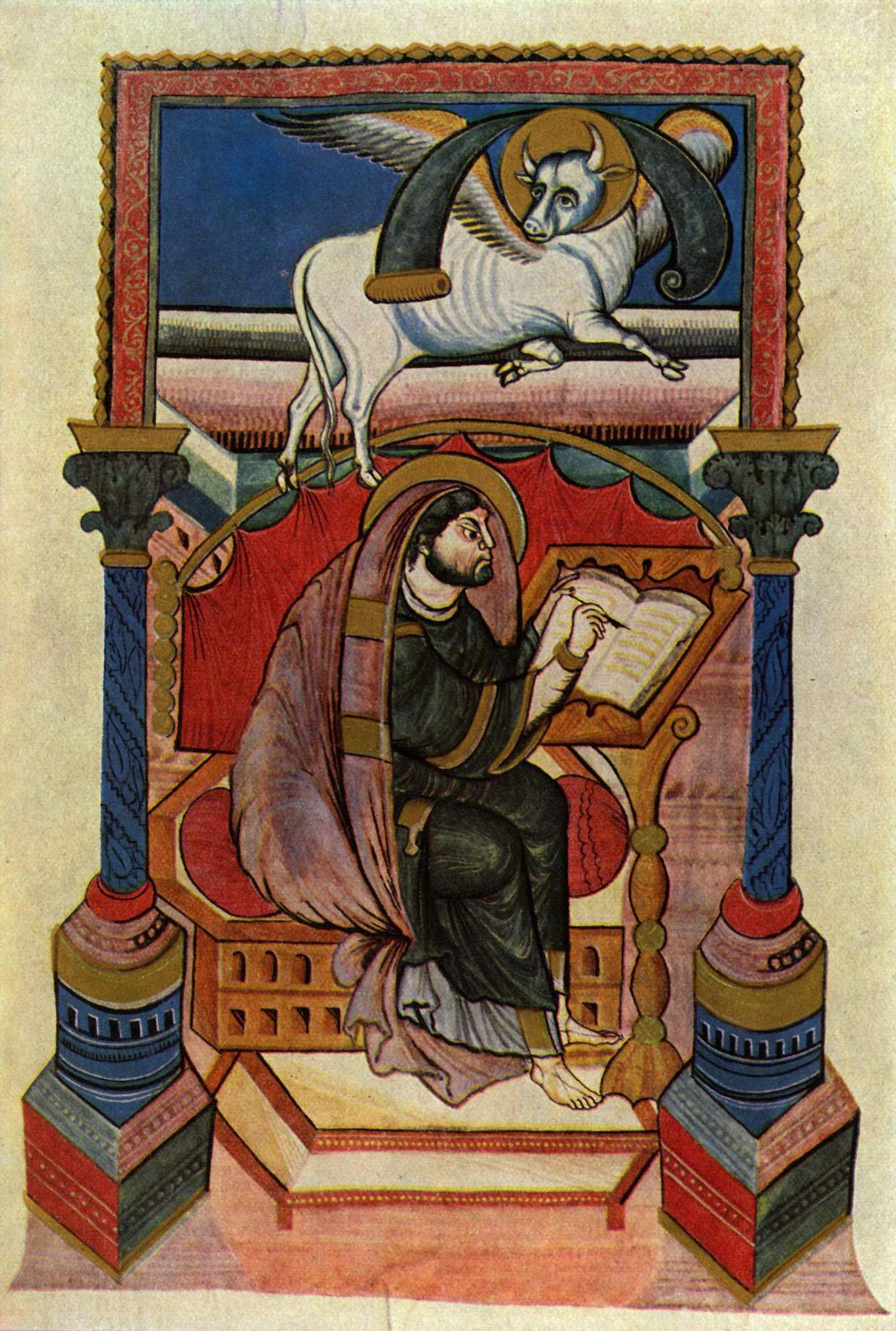
Luca, Scuola di Fulda, c. 840
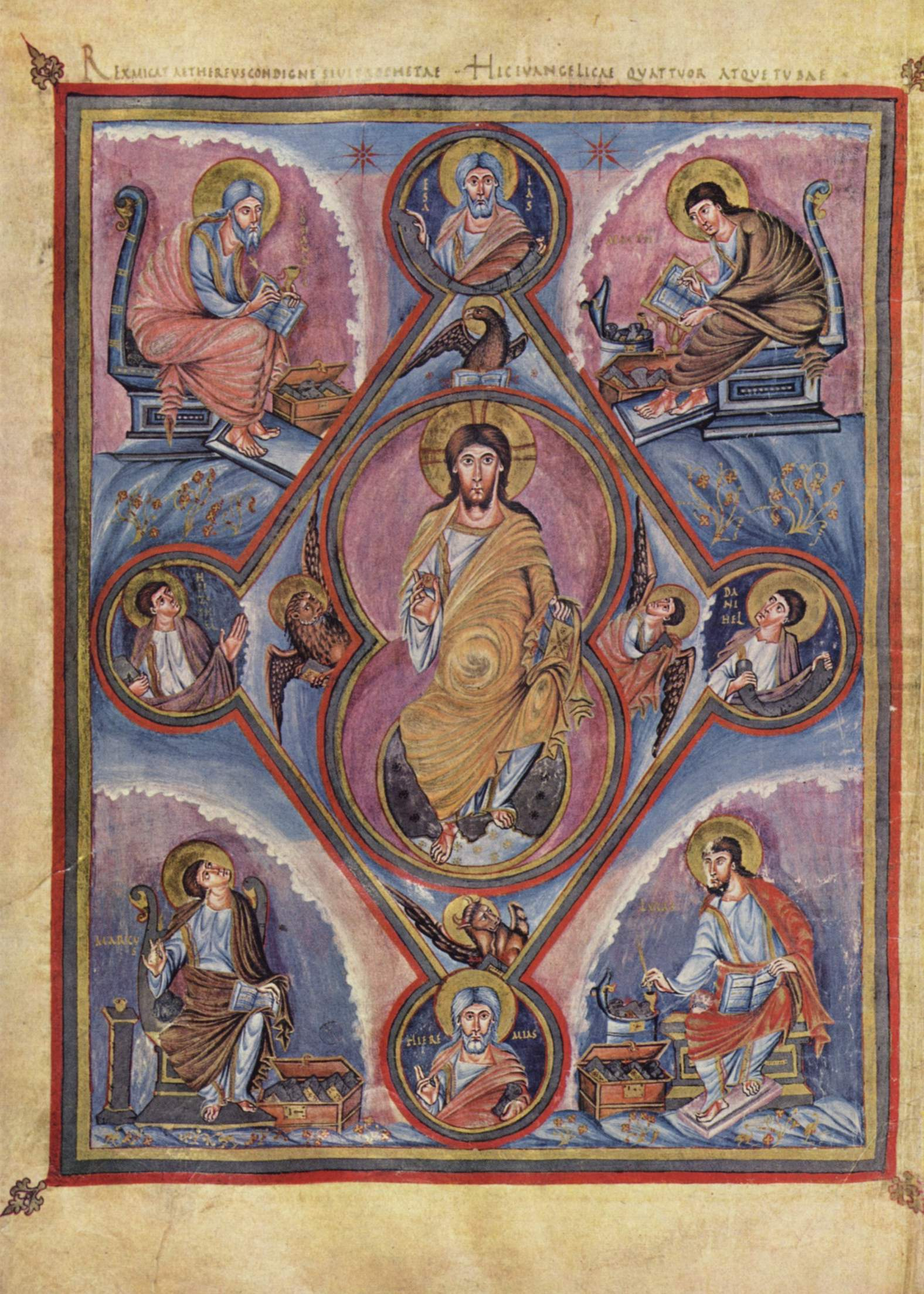
Quattro evangelisti e profeti circondano Cristo. c. 850 da Haregarius di Tours.
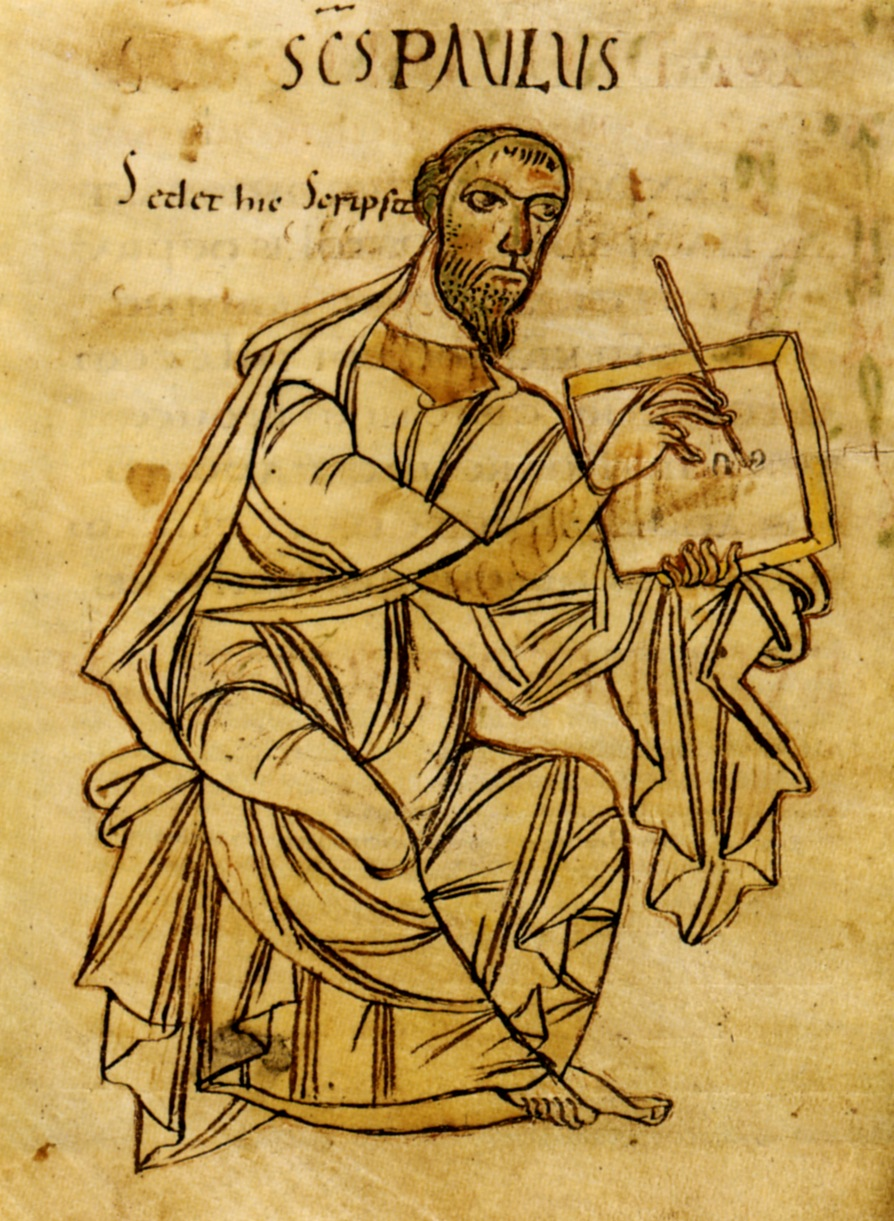
Un ritratto d'autore molto più raro di San Paolo del IX secolo segue convenzioni simili.
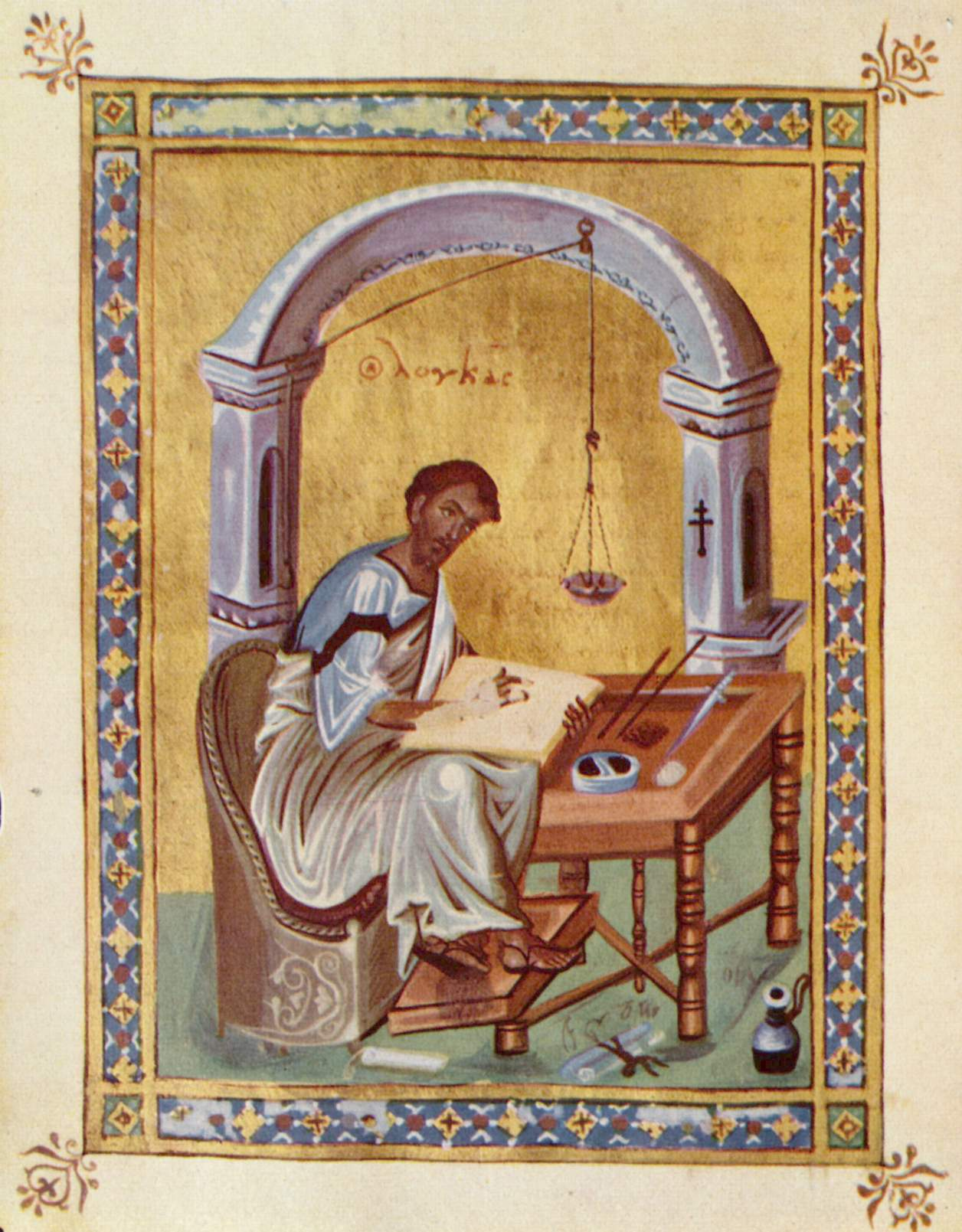
Luca, Bizantino, X secolo, British Library . Il tavolino con il materiale per scrivere è molto più tipico del mondo ortodosso.
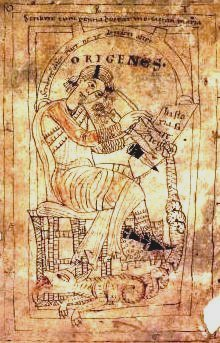
Origene; Lo stelo del leggio a forma di delfino, ancora compreso negli esempi bizantini, si è trasformato in una specie di drago nel nord Europa
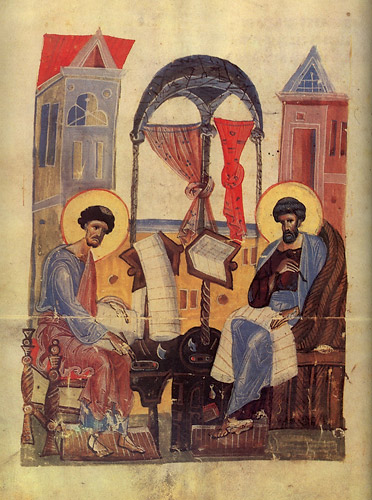
Vangeli di Spassky, Yaroslavl, 1220. Confronta l'arco e le cortine con la Cronografia del 354; la loro funzione ora sembra persa in questo doppio ritratto, il cui artista non è chiaro anche come funzioni una pergamena.
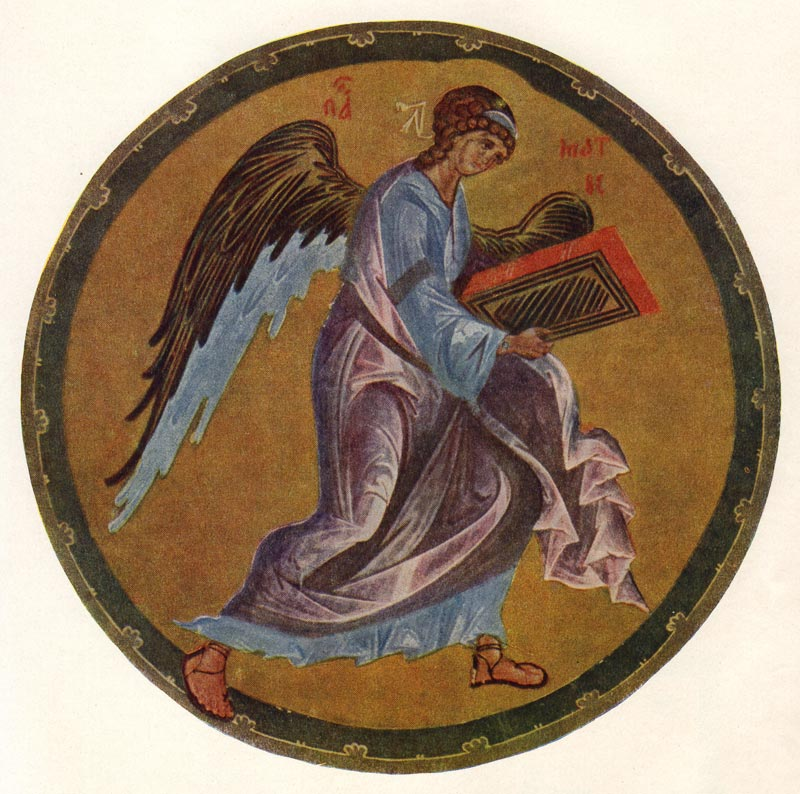
L'Angelo di Matteo, l'unica miniatura conosciuta di Andrei Rublev, dai Vangeli di Khitrovo, c. 1400, contenente ritratti di evangelisti a piena pagina e i primi simboli russi a piena pagina.

### Esplicative
1. ↑  Il ritratto di San Marco nel Evangeliario di Lindisfarne sembra essere la copia del ritratto creduto di Ezra nel Codex Amiatinus.